# Kenneth Haigh
Pour les articles homonymes, voir Haigh.
Kenneth Haigh est un acteur anglais, né le 25 mars 1931 à Mexborough (Yorkshire du Sud) et mort le 4 février 2018.

## Biographie
Très actif au théâtre, Kenneth Haigh joue notamment à Londres, où il crée en 1956 au Royal Court Theatre le rôle de Jimmy Porter (aux côtés d'Alan Bates et Mary Ure), dans la pièce La Paix du dimanche de John Osborne ; il reprend ce rôle à Broadway en 1957-1958, pour sa première prestation sur les planches new-yorkaises.
Parmi ses autres pièces notables, citons Caligula d'Albert Camus — d'abord à Broadway en 1960 (rôle-titre, avec Colleen Dewhurst), puis au Phoenix Theatre de Londres en 1964 (même rôle, avec Victor Maddern et Andrew Ray) —, La Collection d'Harold Pinter (Aldwych Theatre de Londres, 1962, avec Michael Hordern), ou encore Jules César de William Shakespeare (Royal Shakespeare Theatre de Stratford-upon-Avon, 1963, avec Cyril Cusack et David Warner).
La dernière des quatre pièces qu'il joue à Broadway en 1980 est Clothes for a Summer Hotel (en) de Tennessee Williams, où il personnifie F. Scott Fitzgerald (Geraldine Page interprétant Zelda Fitzgerald).
Il se produit aussi dans des comédies musicales, dont I'd Rather Be Right (en) sur une musique de Richard Rodgers en 1999, au Fortune Theatre de Londres.
Au cinéma, Kenneth Haigh contribue à dix-neuf films (majoritairement britanniques ou en coproduction), le premier sorti en 1954 ; le dernier est un court métrage de 2004.
Entretemps, mentionnons les films américains Sainte Jeanne d'Otto Preminger (1957, avec Jean Seberg et Richard Widmark) et Cléopâtre de Joseph L. Mankiewicz (avec Elizabeth Taylor et Richard Burton, lui-même tenant le rôle de Brutus), le film franco-italien Week-end à Zuydcoote d'Henri Verneuil (1964, avec Jean-Paul Belmondo et Catherine Spaak), Eagle in a Cage de Fielder Cook où il est Napoléon Bonaparte (1972, avec John Gielgud et Ralph Richardson), La Rose et la Flèche de Richard Lester (1976, avec Sean Connery et Audrey Hepburn), ainsi que Les Oies sauvages 2 de Peter Hunt (1985, avec Edward Fox et Scott Glenn).
À la télévision britannique ou américaine enfin, il apparaît dans quarante-cinq séries entre 1953 et 2002, dont Alfred Hitchcock présente (deux épisodes, 1959), La Quatrième Dimension (un épisode, 1960), Les Mystères d'Orson Welles (un épisode, 1974) et Hercule Poirot (épisode L'Express de Plymouth, 1991).
S'ajoutent dix-sept téléfilms (les premiers d'origine théâtrale) dès 1954 ; le dernier est L'Anneau de Cassandra d'Armand Mastroianni (avec Nastassja Kinski et Michael York), diffusé en 1996.

## Théâtre (sélection)
(pièces, jouées à Londres, sauf mention contraire)
- 1956 : Les Sorcières de Salem (The Crucible) d'Arthur Miller
- 1956 : La Paix du dimanche (Look Back to Anger) de John Osborne, mise en scène de Tony Richardson : Jimmy Porter (rôle repris à Broadway en 1957-1958)
- 1960 : Caligula d'Albert Camus, adaptation de Justin O'Brien, mise en scène de Sidney Lumet (Broadway) : rôle-titre (repris à Londres en 1964)
- 1961 : Les Séquestrés d'Altona (Altona) de Jean-Paul Sartre, mise en scène de John Berry
- 1962 : La Collection (The Collection) de — et mise en scène par — Harold Pinter
- 1963 : Jules César (Julius Caesar) de William Shakespeare (Stratford-upon-Avon)
- 1964-1965 : Maggie May, comédie musicale, musique et lyrics de Lionel Bart, livret d'Alun Owen, mise en scène de Ted Kotcheff
- 1965 : Trop vrai pour être beau (Too True to Be Good) de George Bernard Shaw
- 1977 : California Suite de Neil Simon[3], mise en scène de Gene Saks (Broadway) : William Warren / Sidney Nichols / Stu Franklin (remplacements)
- 1978 : Les Papiers d'Aspern (The Aspern Papers), adaptation par Michael Redgrave de la nouvelle éponyme d'Henry James (Chichester)
- 1980 : Clothes for a Summer Hotel de Tennessee Williams, mise en scène de José Quintero, décors d'Oliver Smith, costumes de Theoni V. Aldredge (Broadway) : F. Scott Fitzgerald
- 1993 : Le Gardien (The Caretaker) d'Harold Pinter (Nottingham)
- 1999 : I'd Rather Be Right, comédie musicale, musique de Richard Rodgers, lyrics de Lorenz Hart, livret de George S. Kaufman et Moss Hart

## Filmographie partielle

### Cinéma

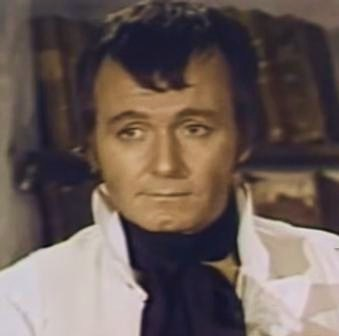
Dans Eagle in a Cage (1972)

- 1954 : Companions in Crime de John Krish : John Kendall
- 1957 : Pilotes de haut-vol (High Flight) de John Gilling : Anthony « Tony » Winchester
- 1957 : Sainte Jeanne (Saint Joan) d'Otto Preminger : Frère Martin Ladvenu
- 1963 : Cléopâtre (Cleopatra) de Joseph L. Mankiewicz : Marcus Junius Brutus
- 1964 : Quatre garçons dans le vent (A Hard Day's Night) de Richard Lester : Simon Marshall
- 1964 : Week-end à Zuydcoote d'Henri Verneuil : John Atkins
- 1966 : MI5 demande protection (The Deadly Affair) de Sidney Lumet : Bill Appleby
- 1968 : Un détective à la dynamite (A Lovely Way to Die) de David Lowell Rich : Jonathan Fleming
- 1972 : Eagle in a Cage de Fielder Cook : Napoléon Bonaparte
- 1976 : La Rose et la Flèche (Robin and Marian) de Richard Lester : Sir Ranulf
- 1985 : Les Oies sauvages 2 (Wild Geese II) de Peter Hunt : Colonel Reed-Henry

### Télévision

#### Séries
- 1959 : Alfred Hitchcock présente (Alfred Hitchcock Presents)
  - Saison 4, épisode 29 Le Fantôme de Blackheat (Banquo's Chair) d'Alfred Hitchcock : John Bedford
  - Saison 5, épisode 12 La Spécialité de la maison (Specialty of the House) de Robert Stevens : M. Costain
- 1960 : La Quatrième Dimension (The Twilight Zone)
  - Saison 1, épisode 18 Le Lâche (The Last Flight) de William F. Claxton : Lieutenant William Terrance Decker
- 1960 : Destination Danger (Danger Man)
  - Saison 1, épisode 3 L'Aveugle qui voit (Josetta) : Juan Cortes
- 1974 : Les Mystères d'Orson Welles (Orson Welles' Great Mysteries)
  - Saison unique, épisode 24 Under Suspicion de Peter Sasdy : Jorge Vega
- 1991 : Hercule Poirot
  - Saison 3, épisode 4 L'Express de Plymouth (The Plymouth Express) : McKenzie
- 1991 : Inspecteur Morse (Inspector Morse)
  - Saison 5, épisode 2 Ce que femme veut (Fat Chance) : Freddie Galt
- 1993 : Les Aventures du jeune Indiana Jones (The Young Indiana Jones Chronicles)
  - Saison 2, épisode 19 Paris, octobre 1916 (Paris, October 1916) de Nicolas Roeg et Carl Schultz : Ministre de la Guerre

#### Téléfilms
- 1959 : Dix Petits Indiens (Ten Little Indians) de Paul Bogart & al. : Philip Lombard
- 1974 : The Person Responsible de Don Taylor : Michael Beasley
- 1984 : The Testament of John de Don Taylor : Robert
- 1986 : The Day After the Fair d'Anthony Simmons : Arthur
- 1990 : Lorna Doone d'Andrew Grieve : Juge Jeffreys
- 1996 : L'Anneau de Cassandra (The Ring) d'Armand Mastroianni : Dr Kopek